# Paul-Maurice Legrain
Paul-Maurice Legrain, född 20 mars 1860, död 19 maj 1939, var en fransk läkare.
Legrain var överdirektör för sinnessjukasylerna i departementet Seine, specialläkare för alkoholsjukdomar vid asylen Ville-Evrard nära Paris och en av dåtidens främsta märkesmän inom alkoholforskningen, psykiatrin och genetiken.
Legrain besökte, på inbjudan av studenternas helnykterhetssällskap i Uppsala, 1904 Stockholm och andra svenska städer samt höll där föredrag i alkohol- och nykterhetsfrågorna, och vid den 11:e internationella antialkoholkongressen i Stockholm 1907 inledde han frågan om alkohol och degeneration med ett mycket uppmärksammat anförande. År 1896 stiftade Legrain i Paris det stora nykterhetssällskapet Union française antialcoolique, och han redigerade den franska nykterhetsrörelsens bägge organ, "L'alcool" och "Les annales antialcooliques".

## Skrifter
- Hérédité et alcoolisme: étude psychologique et clinique sur les dégénérés buveurs et les familles d'ivrognes..., Paris: O. Doin, 1889.
- Les folies à éclipse: essai sur le rôle du subconscient dans la folie. Paris: Bloud, 1910.
- Les causes psychologiques de l'alcoolisme, Clamart: Editions “Je sers”, 1920.